# Анджеевский, Веслав
Ве́слав Анджее́вский (пол. Wiesław Andrzejewski, 8.06.1931 г., Лодзь, Польша — 24.04.1993 г., Щецин, Польша) — польский писатель, маринист, журналист.

## Биография
Веслав Анджеевский родился 8 июня 1931 года в Лодзи. С 1940 года проживал в Варшаве. Участвовал в Варшавском восстании. После подавления Варшавского восстания был отправлен на принудительные работы под Берлин. После Второй мировой войны проживал в Щецине, где получил образование в Морской академии. С 1949 по 1952 год работал моряком. В 1952 году возвратился в Лодзь, где стал работать в редакции газет «Dziennik Łódzkie» и «Łódzki Ekspres Ilustrowany». С 1956 года проживал в Щецине, где обучался в Навигационном отделе Морской академии, по окончании которой стал морским офицером. В это же время стал одним из соучредителей Общества польских маринистов. С 1956 по 1965 год был редактором газеты «Kurier Szczeciński».
Скончался 24 апреля 1993 года в Щецине и был похоронен 14 мая на щецинском Центральном кладбище (квартал 32A-30-2).

## Творчество
В 1946 году Веслав Анджеевский издал своё первое сочинение «Moja pierwsza żeglarska» в гданьском журнале «Żeglarz». В своих сочинениях Веслав Анджеевский уделял внимание морской тематике.

## Сочинения
- «Rejs w nieznane» (Рейс в неизвестность) (1964);
- «Porty dobrych nadziei» (Порты добрых надежд) (1967);
- «Połykacze ognia» (Пожиратели огня) (1969);
- «Piracki tryptyk» (Пиратский триптих) (1980);
- «Port nowych szlaków» (Порт новых путей) (1981);
- «Morze niespokojne» (Неспокойное море) (1982);
- «Niebezpieczne barwy oceanu» (Зловещие краски океана) (1985);
- «Losy z morza» (Судьбы моря) (1986).